# Ados mutants à cause du lait
Ados mutants à cause du lait est le onzième épisode de la vingt-septième saison de la série télévisée Les Simpson et le 585e épisode de la série. Il est sorti en première sur le réseau Fox le 10 janvier 2016.

## Synopsis
Bart se fait pousser la moustache et tombe amoureux de son institutrice.